# Dělový kříž

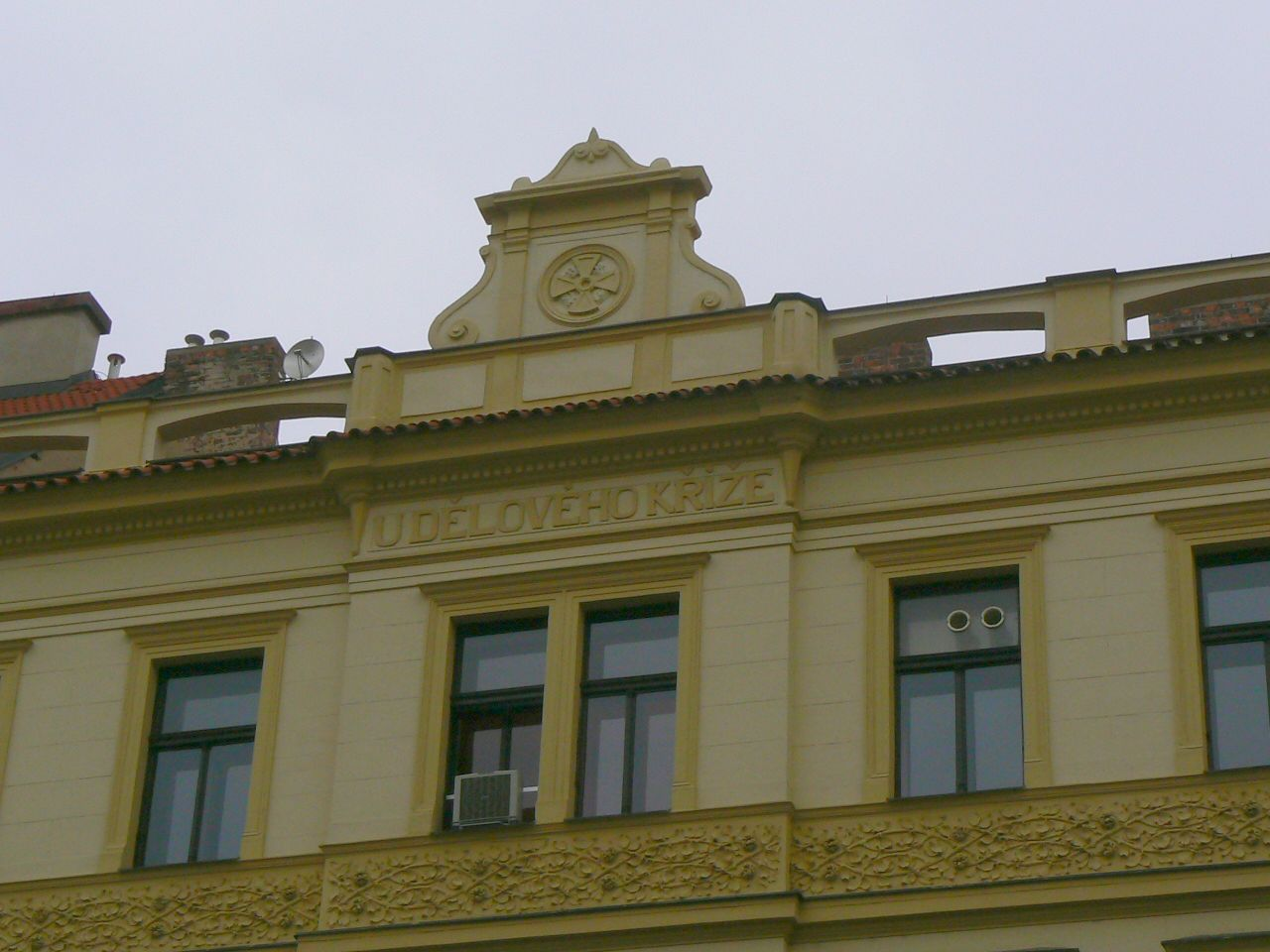
Detail domu č. 75/48 ve Štefánikově ulici

Takzvaný dělový kříž (německy: Kanonenkreuz, oficiálně Armeekreuz 1813/14) bylo rakouské vyznamenání udělované císařem Františkem I. vojákům za účast v bojích proti Napoleonovi v letech 1813–1814. Původně se mělo jednat o vyznamenání za účast v bitvě u Lipska (proto někdy bývá nazýván Lipský kříž), později však byl význam rozšířen na celé tažení.
Název je odvozen od toho, že materiál na vyznamenání pocházel z roztavených francouzských děl. Dělový kříž byl udělován od roku 1815, a to všem účastníkům tažení nezávisle na hodnosti. Dekorováno jím bylo asi 200 000 vojáků.
Výraz „dělový kříž“ se později v němčině částečně vžil pro označení tlapatého kříže.
Od názvu vyznamenání je odvozeno jméno domu U Dělokříže v Sokolovské ulici (Praha-Karlín) a domu U Dělového kříže ve Štefánikově ulici (Praha-Smíchov).